# Adalberto Álvarez
Pour les articles homonymes, voir Álvarez.
Adalberto Cecilio Álvarez Zayas dit Adalberto Álvarez, surnommé El Caballero del Son, né le 22 novembre 1948 à La Havane et mort le 1er septembre 2021 dans la même ville, est un pianiste, compositeur et arrangeur cubain. Il est l'auteur de plusieurs chansons considérées comme des classiques du répertoire populaire cubain et a fondé deux des orchestres les plus populaires de son pays.
Diverses œuvres de sa paternité ont été interprétées par de grandes figures internationales de la musique de danse. Parmi ses succès, citons: “A bailar el toca toca toca” et “¿Y tú quieres que te den?”.
Adalberto Álvarez a été député à l'Assemblée nationale du pouvoir populaire entre 2013 et 2018.

## Biographie
Adalberto Álvarez étudie à l'École nationale supérieure des beaux-arts (ENA) de 1966 à 1972. Il a été professeur de littérature musicale à l'École provinciale d'art de Camagüey de 1973 à 1978.
Il a commencé sa carrière artistique en tant que joueur de timbales en 1957. Plus tard, il a été arrangeur et directeur du groupe de son père, Enrique Fortunato Álvarez (Nené).
Son professeur de piano était Joseíto González, pianiste cubain et chef d’orchestre principal du groupe Conjunto Rumbavana. Dans son répertoire cette formation jouait des rythmes de boléro, guaracha, cha-cha-cha, son cubain, conga et danzón.
En 1978, Adalberto Álvarez a fondé l'orchestre "Son 14", qui est devenu une étape importante parmi ceux qui existaient déjà dans la sphère musicale cubaine. Dans ce groupe, il a réussi à montrer un concept musical différent, car sans renoncer aux racines du Son traditionnel, il l'a renouvelé à travers des textes, des orchestrations et des harmonies contemporains. Ce groupe est l'un des groupes qui a le plus marqué la salsa au cours des quatre dernières décennies et en a fait le sonero cubain le plus visionnaire d'Amérique latine ces derniers temps.
En 1980, ce groupe a participé à la troisième foire internationale de Barquisimeto, au Venezuela, et s'est produit au Poliedro de Caracas. 
Le 25 février 1984, il fonde à Santiago de las Vegas, un deuxième groupe: Adalberto Álvarez y su Son qui est composé de Adalberto, directeur et pianiste; Jorge Machado, basse ; José Martín, guitare et Tres ; José Fernández et Onelio Carrillo, trompettes ; Dagoberto Rodríguez et Hugo Morejón, trombone ; Ubaldo Canes, tumbadora; Celestino Alfonso, bongo ; Calixto Oviedo, paila; Narciso Guanchí, Héctor Wederbroun (Anderson) et Félix Baloy, chanteurs.
En 2004, il effectue une tournée dans plusieurs pays européens en janvier et février où il fait la promotion de son album Para Bailar Casino.
Député entre 2013 et 2018, il faisait partie des musiciens populaires du pays qui ont exprimé leur soutien aux manifestations antigouvernementales historiques de juillet 2021, qui ont fait un mort, des dizaines de blessés et des centaines de détenus.
En 2005, Adalberto enregistre la chanson et l'album "Mi linda habanera", une dédicace à sa ville natale La Havane.
Pendant plus de quatre décennies, sa musique était resté un standard pour le public dansant cubain du son cubain.
Lors de la remise des Premios de Música Cubadisco 2020-2021, il est honoré pour les 35 ans de son orchestre qui a modernisé le son cubain en réussissant à le réinsérer dans l'atmosphère et le son de la salsa,.
Adalberto Álvarez meurt le 1er septembre 2021 des suites de la COVID-19, à l'âge de 72 ans.
Plusieurs œuvres musicales d'Adalberto Álvarez ont été interprétées par de nombreux artistes et formations comme Charanga Casino, Juan Luis Guerra y La 440, Willy Rosario, El Trabuco Mexicano, Roberto Roena, Justo Betancourt, Ismael Quintana, Oscar De León, Louie Ramírez, Andy Montañez et d'autres.

## Discographie
- Celina González con Franck Fernández y Adalberto Álvarez, L.H. 1987 Egrem CD 0159
- El Cheveré de la Salsa y el Caballero del Son, Venezuela,1993, Arcolor.
- Omara Portuondo con Adalberto Álvarez, L.H. 1995, Egrem CD 0163.
- Gina León. Nostalgía, L.H. 1996. Marakka CD175.
- María José Santiago/Adalberto Álvarez. Flamenco Son, Espagne 1997, Circular Move 9788545.